# François Bayle

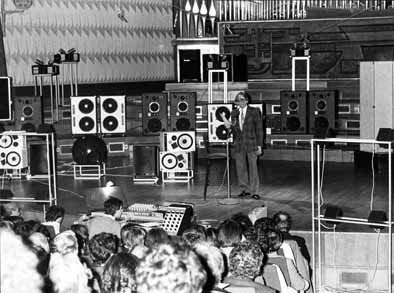
Acousmonium, entworfen von François Bayle

François Bayle (* 27. April 1932 in Tamatave, Madagaskar) ist ein französischer Komponist elektroakustischer Musik. Im Zentrum seiner wissenschaftlichen Tätigkeit und künstlerischen Produktion steht die Akusmatik. 

## Biografie
Bayle wuchs auf Madagaskar und den benachbarten Komoreninseln auf, bevor er in Bordeaux die Schule besuchte. Nach der anfänglichen Komposition von Instrumentalwerken wandte sich Bayle, der musikalisch entscheidend von Pierre Schaeffer geprägt wurde, nahezu vollständig der elektroakustischen Musik zu. Im Jahr 1958 trat er der Groupe de recherches musicales (GRM) bei und studierte 1959 bei Olivier Messiaen und darüber hinaus von 1961 bis 1962 auch bei Karlheinz Stockhausen im Rahmen der Darmstädter Internationalen Ferienkurse für Neue Musik.
1966 etablierte sich Bayle als Direktor der Groupe de recherches musicales und trug entscheidend zu der Eingliederung des Instituts in das französische Archiv für audiovisuelle Medien und digitale Archivdatenbank Institut national de l’audiovisuel (INA) bei. 1974 entwarf Bayle das Lautsprecherorchester Acousmonium der GRM, welches akustisch ausdifferenzierte sowie klanglich und optisch unterschiedliche Typen von Lautsprechern zu einer räumlichen Aufstellung konzipiert. 1992 gründete Baylet die Akusmathek, eine Einrichtung, in welcher mehr als 2000 Kompositionen der Öffentlichkeit zugänglich gemacht werden. 1997 verlässt Bayle das GRM, um sich seinem eigenen Studio Magison widmen zu können. Im Laufe seiner Karriere hat er verschiedene Technologien (Syter, GRM-Tools, Acousmograph) mitentwickelt und vorangetrieben.

## Akusmatik
→ Hauptartikel: Akusmatik
In Bayles Begriffsverständnis sind in der Akusmatik die klangliche Ursache und Wirkung der elektroakustischen Musik verborgen, da die Klangerzeugungsmittel in Analogie zu Pythagoras, dessen Schüler hinter einem Vorhang ohne visuelle Information am Unterricht teilgenommen haben, nicht wahrgenommen und identifiziert werden können. Man spricht von einer Situation des "reinen Hörens". Akusmatische Musik kann daher ausschließlich über einen Tonträger wiedergegeben werden. 
1974 schlug Bayle vor, den Begriff Akusmatik zur Bezeichnung der speziellen Hörbedingungen von rein über einen Tonträger wiedergegebene Musik zu verwenden. Der Ausdruck elektroakustische Musik war nicht mehr geeignet, um die musikalische Arbeit im Studio zu bezeichnen, seitdem elektroakustische Musikinstrumente existierten und daher wurde ein neuer Terminus für diese Arte von Musik benötigt. Bayle benutzt seitdem den Begriff der musique acousmatique, um die Musik zu bezeichnen, die im Studio gestaltet und im Konzertsaal projiziert wird.

## Werk
Der Komponist gliedert seine akusmatische Arbeit aus technischer Sicht in drei Abschnitte:
1. 1963–1994: Die stereophone Montage/Mischung auf Tonband (Werkbeispiele: Purgatoire, L'Experience Acoustique, Grande Polyphonie, Camera oscura und Erosphere).
2. 1980–1994: Die Einbeziehung von "programmierten Verfahrensweisen" mit Hilfe digitaler Werkzeuge; ab 1988 unter Hinzunahme von Syter; ab 1994 mit dem MIDI-Former (Werkbeispiele: Eros, Son-Vitesse-Lumière, Theatre d'Ombres, Fabulae).
3. Ab 1995: Die Phase des "dynamischen Trägermediums" und der multiphonen digitalen Montage zu Hinzunahme der GRM-Tools und Pro Tools (Werkbeispiele: La Main Vide, Morceaux de ciels, Si loin, si proche).

Für das Klangbild seiner Kompositionen rekurriert Bayle auf Kindheitserlebnisse im afrikanischen Urwald, die ihn „sehr früh auf die Spur der natürlichen Gesetze brachten, die die Konflikte schlichten und die Myriaden von Geräuschen, von Insekten, von Vögeln, von Rhythmen organisieren.“ Ein erstes bedeutendes Werk ist das in fünf Einzelsätze gegliederte Espaces Inhabitables (1967), welches paradigmatisch spezifische Momente der kompositorischen Individualität Bayles stellvertretend für das musikalische Œuvre des Komponisten determiniert. Einerseits exemplifizieren die erkenntnistheoretische Reflexion des Werks, bezugnehmend auf die musikalische Organisation anhand der naturbezogenen Erkenntnisse, und andererseits dazu die zur Naturverbundenheit erklingenden Erden- oder Landschaftsbilder, sowie kosmische Analogien, die Bildung einer Phantasiewelt, deren Bestand durch geräuschhafte Klangereignisse mit ihrer originären Signifikanz der Musique concrète fusioniert wird, den charakterlichen Kompositionsstil Bayles. Die 17-teilige Suite Jeîta Ou Murmure Des Eaux (1970), belegt mit denen aus der Tropfsteinhöhle der Jeita-Grotte elektroakustisch umgeformten Klangaufnahmen zu akusmatischen Klangbildern ebenso ein naturbewusstes musikalisches Verständnis. 
In dem Zyklus L’Expérience Acoustique (1970–73), bestehend aus 14 Einzelstücken, die in fünf Kapiteln organisiert sind, begreift Bayle seine Arbeit als ein akustisches Experiment: 

„Was an einer Erfahrung interessant ist, ist zunächst die Abwesenheit des Vorurteils: man weiß nicht, was eine Erfahrung sein wird, man muss eben ‚die Erfahrung machen‘. Also gehe ich davon aus, dass eine Erfahrung eine Probe ist, ein Test der Empfindungen. Es ist nicht Arbeit des Denkens, es ist zuerst eine Arbeit des Empfindens“

Im Einklang mit der Doppelbedeutung des französischen Substantivs experience ist damit sowohl das Experiment, mit dem der Komponist akustische Grundlagenforschung betreibt, als auch die akustische Erfahrung, die er empirisch sucht und an der Hörer mit der Rezeption des resultierenden Werkes partizipieren können, angesprochen. Die auf den akustischen Erfahrungsschatz dieser Pionierarbeit folgenden Kompositionen wie Vibrations Composées (1973) und Grande Polyphonie (1974) sind nun in einer "akusmatischen Schreibweise" entstanden, die, im Vergleich mit den radikalen Aufbruchsjahren, durch stärkere Abgeklärtheit geprägt sind. 
In Bayles Schaffensperiodisierung ist die in den 1980er Jahren prägnanteste Phase durch "Metaformen und Metaphern" gekennzeichnet. Der methodische Ansatz im Kompositionsprozess differenziert zwischen musikalischer Ursprungsformen (Metaformen) und der daraus transformierten projektiven Figuren (Methaphern), um ausgehend von metaphorischen Werktiteln den akusmatischen Formprozess zu beschreiben.  In dem Werk Motion-Emotion (1985) bezeichnet einerseits Motion den musikalischen zeitlich-räumlichen Verlauf, während Emotion den Ausdruck subjektiver Empfindungen während des Hörerlebnisses beschreibt. Bezugnehmend auf "Metaformen und Metaphern" rekurriert der Titel auf eine akusmatische Grundfrage, da die Differenz zwischen der Metaform Klang und der Metapher Empfindung kontrastiert wird.

## Ehrungen
- 1986: Kommandeur des Ordre des Arts et des Lettres[16]
- 1991: Ritter der Ehrenlegion[16]
- 1997: Offizier des Ordre national du Mérite[16]
- 2006: Ehrendoktor der Universität zu Köln[17]

## Werke (Auswahl)
- Espaces Inhabitables (1967)
- Jeîta Ou Murmure Des Eaux (1970)
- L’Expérience Acoustique (1970–73)
- Divine Comedie (1972)
- Grande Polyphonie (1974)
- Tremblement De Terre Très Doux (1978)
- Les Couleurs De La Nuit (1982)
- Motion-Emotion (1985)
- Théâtre D’Ombres (1988)
- Fabulæ (1990–92)
- La Forme De L’Esprit Est Un Papillon (2002–04)
- Rien N’Est Réel (2010)
- Figures sans origine (2015)

## Diskographie (Auswahl)
- Erosphère, CD (1990)
- L'Expérience Acoustique, CD (1994)
- La Main Vide, CD (1996)
- Morceaux de Ciels / Théâtre d'Ombres, CD (1998)
- Camera oscura / Espaces inhabitables, CD (2000)
- La forme de l'esprit est un papillon, CD (2003)
- Érosphère, DVD mit Begleitbuch. (2010)
- 50 Ans D' Acousmatique, beinhaltet 15 CDs im Pappschuber als Digipak mit Werken aus der Zeit von 1963 bis 2012. (2012)
- L'Expérience Acoustique, DVD mit Begleitbuch. (2013)